# Communauté de communes La Porte des Vallées
La communauté de communes la porte des vallées était une communauté de communes française, située dans le département du Pas-de-Calais et la région Nord-Pas-de-Calais, arrondissement d'Arras.
Elle a disparu le 31 décembre 2016 et ses communes ont rejoint d'autres intercommunalités le 1er janvier 2017 : la communauté de communes des Campagnes de l'Artois et la communauté urbaine d'Arras.

## Historique
La communauté de communes la porte des vallées (CCPV) a été créée par arrêté préfectoral du 20 décembre 2012, qui a fusionné à compter du 1er janvier 2013  la communauté de communes des vertes vallées, qui groupait 21 communes, et de la communauté de communes du val du Gy,  qui groupait dix communes.
Dans le cadre des dispositions de la loi portant nouvelle organisation territoriale de la République (Loi NOTRe), promulguée le 7 août 2015, qui prévoit que les établissements publics de coopération intercommunale (EPCI) à fiscalité propre doivent avoir un minimum de 15 000 habitants, elle s'est dissoute le 31 décembre 2016. 
Une partie des communes membres a intégré la communauté urbaine d'Arras (Basseux, Boiry-Saint-Martin, Boiry-Sainte-Rictrude, Ficheux, Ransart et Rivière). Les autres ont intégré la Communauté de communes des campagnes de l’Artois, formée par la fusion des ex-Communauté de communes La Porte des Vallées, Communauté de communes de l'Atrébatie, et Communauté de communes des Deux Sources.

## Territoire communautaire

### Composition
La communauté de communes était composée jusqu'en 2016 des 31 communes suivantes :
| Nom                    | Code Insee | Gentilé          | Superficie (km2) | Population (dernière pop. légale) | Densité (hab./km2) |
| ---------------------- | ---------- | ---------------- | ---------------- | --------------------------------- | ------------------ |
| Habarcq (siège)        | 62399      | Habarcquois      | 7,03             | 679 (2014)                        | 97                 |
| Adinfer                | 62009      | Adinferrois      | 6,19             | 246 (2014)                        | 40                 |
| Agnez-lès-Duisans      | 62011      | Agnésiens        | 7,30             | 640 (2014)                        | 88                 |
| Bailleulmont           | 62072      | Bailleulmontois  | 5,41             | 251 (2014)                        | 46                 |
| Bailleulval            | 62074      | Bailleulvalois   | 3,90             | 261 (2014)                        | 67                 |
| Basseux                | 62085      | Basseusiens      | 3,35             | 134 (2014)                        | 40                 |
| Berles-au-Bois         | 62112      | Berlois          | 8,90             | 513 (2014)                        | 58                 |
| Berneville             | 62115      | Bernevillois     | 5,63             | 502 (2014)                        | 89                 |
| Blairville             | 62135      | Blairvillois     | 4,60             | 303 (2014)                        | 66                 |
| Boiry-Saint-Martin     | 62146      | Boirysiens       | 3,50             | 280 (2014)                        | 80                 |
| Boiry-Sainte-Rictrude  | 62147      | Boirysiens       | 5,81             | 404 (2014)                        | 70                 |
| La Cauchie             | 62216      | Calcéens         | 2,20             | 197 (2014)                        | 90                 |
| Duisans                | 62279      | Duisanais        | 10,72            | 1 247 (2014)                      | 116                |
| Ficheux                | 62332      | Ficheusois       | 5,83             | 497 (2014)                        | 85                 |
| Fosseux                | 62347      | Fossessois       | 5,43             | 143 (2014)                        | 26                 |
| Gouves                 | 62378      | Gouvois          | 2,64             | 197 (2014)                        | 75                 |
| Gouy-en-Artois         | 62379      | Govinois         | 10,11            | 317 (2014)                        | 31                 |
| Haute-Avesnes          | 62415      | Hautavesnois     | 3,97             | 435 (2014)                        | 110                |
| Hauteville             | 62418      | Hautevillois     | 4,06             | 317 (2014)                        | 78                 |
| Hendecourt-lès-Ransart | 62425      | Hennecourtois    | 2,21             | 134 (2014)                        | 61                 |
| La Herlière            | 62434      | Herliérois       | 5,40             | 160 (2014)                        | 30                 |
| Lattre-Saint-Quentin   | 62490      | Lattrois         | 7,63             | 263 (2014)                        | 34                 |
| Monchiet               | 62578      | Monchiettois     | 2,74             | 96 (2014)                         | 35                 |
| Monchy-au-Bois         | 62579      | Monchyens        | 10,98            | 531 (2014)                        | 48                 |
| Montenescourt          | 62586      | Montenescourtois | 5,08             | 447 (2014)                        | 88                 |
| Noyellette             | 62629      | Noyellettois     | 2,02             | 177 (2014)                        | 88                 |
| Ransart                | 62689      | Ransartois       | 7,45             | 417 (2014)                        | 56                 |
| Rivière                | 62712      | Riviérois        | 11,90            | 1 131 (2014)                      | 95                 |
| Simencourt             | 62796      | Simencourtois    | 5,06             | 548 (2014)                        | 108                |
| Warlus                 | 62878      | Warlusiens       | 5,43             | 373 (2014)                        | 69                 |
| Wanquetin              | 62874      | Wanquetinois     | 10,18            | 722 (2014)                        | 71                 |

### Démographie
| 1968  | 1975  | 1982   | 1990   | 1999   | 2009   | 2014   |
| ----- | ----- | ------ | ------ | ------ | ------ | ------ |
| 9 513 | 9 744 | 10 914 | 11 919 | 11 904 | 12 247 | 12 562 |

## Politique et administration

### Siège
Le siège de la communauté de communes était à Habarcq, 12, rue des Fresnaux.

### Élus
La communauté de communes était administrée par son Conseil communautaire, composé de 44 conseillers municipaux de chaque commune membre.
Le conseil communautaire du 19 avril 2014 a réélu son président pour le mandat 2014-2020, Michel Seroux, maire de Haute-Avesnes, ainsi que les vice-présidents.
La communauté est incluse dans le périmètre du schéma de cohérence territoriale (SCOT) de la région d'Arras, établi par le syndicat d’étude chargé du SCOT concerné, le SESDRA.

### Liste des présidents
| Période      | Période       | Identité      | Étiquette | Qualité |
| ------------ | ------------- | ------------- | --------- | --- |
| janvier 2013 | décembre 2016 | Michel Seroux | UMP       | Maire de Haute-Avesnes (1995 → 2016) Président de la CC Val de Gy (2008 → 2012) Président de la CC Campagnes de l'Artois (2017 → ) |

### Compétences
L'intercommunalité exerçait des compétences qui lui avaient été déléguées par l'ensemble des communes qui la composaient.

### Fiscalité et budget
La Communauté de communes était un établissement public de coopération intercommunale à fiscalité propre.
Afin de financer l'exercice de ses compétences, l'intercommunalité percevait la fiscalité professionnelle unique (FPU) – qui a succédé à la taxe professionnelle unique (TPU) – et assure une péréquation de ressources entre les communes résidentielles et celles dotées de zones d'activité.